# Yasushi Adachi
Pour les articles homonymes, voir Adachi (homonymie).
Yasushi Adachi (足立康史, Adachi Yasushi) (né le 14 octobre 1965 à Izumiōtsu) est un homme politique japonais, membre du Parti japonais de l'innovation, siégeant à la Chambre des représentants, où il a été élu à trois reprises, en 2012, 2014 et 2021. Après l' élection de la Chambre des représentants de 2021, Adachi a été nommé par le co-chef du parti Nobuyuki Baba au poste de président du "Diet Caucus Policy Affairs Research Council", devenant de facto le responsable de toutes les affaires politiques au sein du parti. Adachi soutient l'idée de faire de l'éducation gratuite un droit constitutionnel, affirmant que cela contribuerait à ralentir la baisse du taux de natalité,

## Avant l’entrée en politique
Yasushi Adachi naît à Izumiōtsu, dans la préfecture d'Osaka et grandit à Ibaraki, dans la même préfecture. Après avoir été diplômé du lycée Osaka Ibaraki, il entre à l'université de Kyoto, où il obtient un baccalauréat et une maîtrise en génie civil. En 1990, il rejoint le Ministère du Commerce International et de l'Industrie (MITI). En 1998, il obtient une maîtrise en relations internationales à l'université Columbia. En 2013, il quitte le ministère après le grand tremblement de terre de l'est du Japon

## Carrière politique
Adachi est élu pour la première fois à la Chambre des représentants lors des élections législatives japonaises de 2012, se présentant pour l'Association pour la restauration du Japon dans la neuvième circonscription de la préfecture d'Osaka.
Lors de la scission au sein de son parti, causée par des divergences politiques entre la faction de droite dirigée par l'ancien gouverneur de Tokyo Shintarō Ishihara et le gouverneur d'Osaka Tōru Hashimoto, Adachi rejoint le Parti japonais de l'innovation dirigé par Hashimoto (issu de la fusion avec le Parti de l'unité, de centre-gauche, dirigé par Kenji Eda (ja)), aux côtés de la plupart de ses pairs à Osaka
Lors des élections législatives japonaises de 2014, Adachi est battu par Kenji Harada (ja) du Parti libéral-démocrate, mais est élu sur le bloc de représentation propositionnelle du Kinki.
Lors de la scission du JIP, causée par des divergences sur la négociation d'un pacte électoral avec le Parti démocrate du Japon, de centre-gauche, Adachi, de nouveau, rejoint le parti anti-coalition, Initiatives d'Osaka (おおさか維新の会, Ōsaka Ishin-No-Kai), dirigé par Tōru Hashimoto. Ce parti est renommé Nippon Ishin-No-Kai (日本維新の会) tandis que la faction pro-coalition dirigée par Kenji Eda fusionne avec le Parti démocrate du Japon, le prédécesseur du Parti démocrate constitutionnel.
Lors des élections législatives japonaises de 2017, Adachi est de nouveau battu, de justesse, par Harada, cette fois par environ 2 000 voix, mais il est réélu sur bloc de représentation du Kinki.
Lors des élections législatives japonaises de 2021, il bat son rival Harada, par environ 50 000 voix, une marge importante qui a pour conséquence que Harada n'est pas réélu au scrutin proportionnel.